# Переяславська земля
Переяславська земля — територія у складі Великого Князівства Руського зі столицею в Києві, яка включала в XI–XII століттях власне Переяславське князівство, а також Ростове-Суздальську та Смоленську землі, райони Білоозера і Поволжя, Посейм'я, сіверські окраїни верхів'їв Сули, Псла, Ворскли та Сіверського Донця.
У 30-х роках XII століття Переяславська земля розпалася на окремі князівства.
Згадується також у документах Речі Посполитої XVI—XVII ст., зокрема у її складі існувало Гоголівське староство.